# Napeogenes polymela
Napeogenes polymela är en fjärilsart som beskrevs av William James Kaye 1918. Napeogenes polymela ingår i släktet Napeogenes och familjen praktfjärilar. Inga underarter finns listade i Catalogue of Life.